# مصوبه حصارکشی
مصوبه حصارکشی (انگلیسی: Inclosure Acts) یا با عنوان دیگر مصوبه چینه‌کشی عنوان یک سری مجموعه از مصوبات پارلمان پادشاهی متحد بریتانیا است که تحت این مصوبه مالکیت حقوقی به محوطه‌هایی که قبلاً مشترک بوده‌اند و تحت نام سیستم زمین باز خوانده می‌شدند را فراهم می‌ساخت و بدین وسیله باعث انحصاری بودن آنها به شکل قانونی می‌گردید. این مصوبه همچنین شامل زمین‌های باز و زمین‌های مشاع در کشور نیز می‌گردید. تخمین زده می‌شود که میان سال‌های ۱۶۰۴ تا ۱۹۱۴ بیش از ۵۲۰۰ زمین شخصی به وسیله اعمال این مصوبه ضمیمه گردید که بالغ بر ۶/۸ میلیون جریب می‌گردید.